# Harth (Ruppichteroth)
Harth ist ein Ortsteil der Gemeinde Ruppichteroth im  Rhein-Sieg-Kreis in Nordrhein-Westfalen.

## Geographie
Harth liegt auf einer Höhe von ca. 190 m ü. NHN etwa einen Kilometer westlich des Ruppichterother Ortskerns. Nachbarorte sind Ahe im Westen und Ruppichteroth im Osten. Südlich des Ortes verläuft die Bundesstraße 478.

## Geschichte

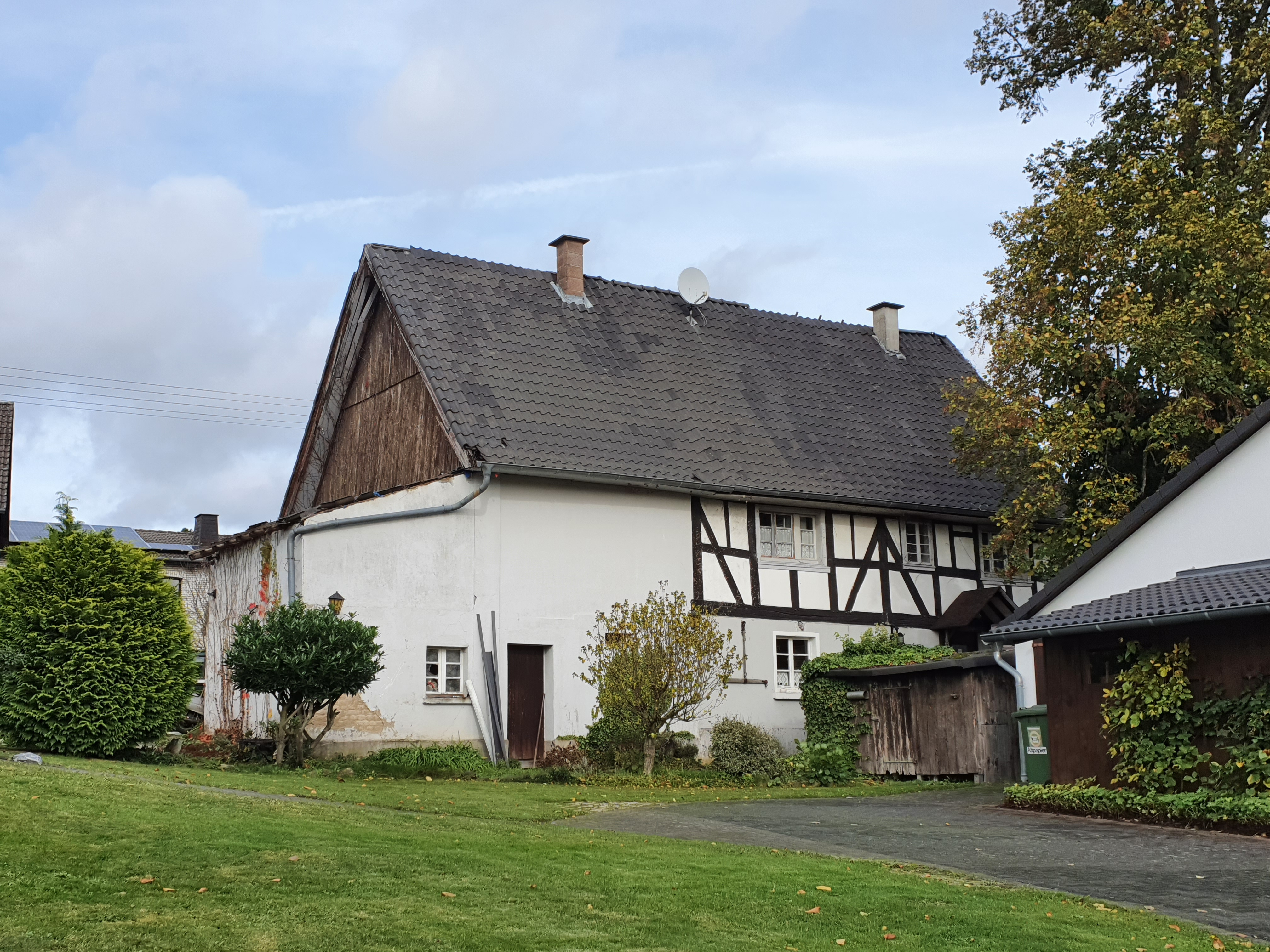
Unter Denkmalschutz stehendes Wohnstallhaus, ältestes erhaltenes Gebäude des Ortes

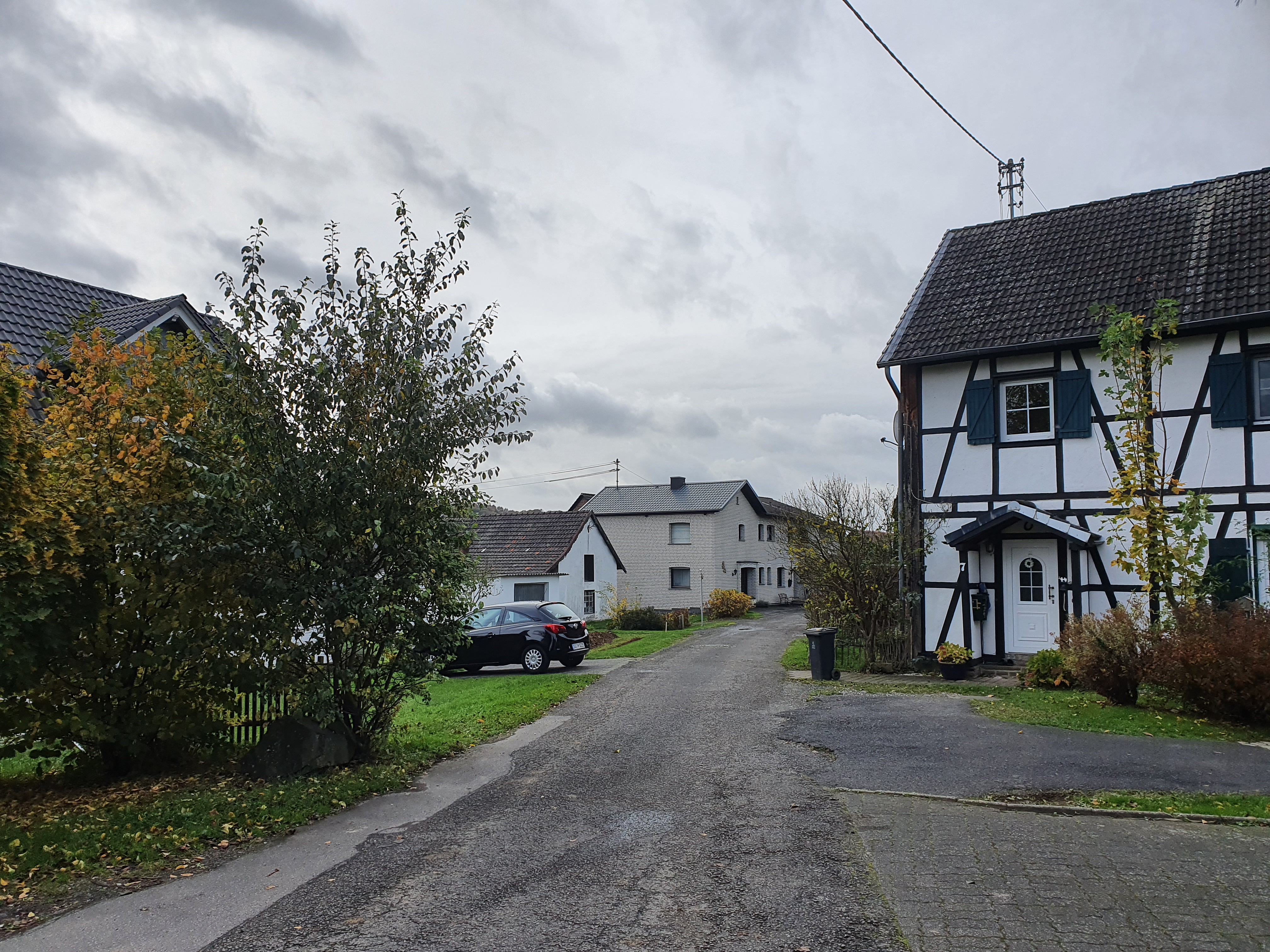
Ortsmitte

Das Dorf Harth taucht erstmals in einer Karte des Kirchspiels Ruppichteroth aus dem Jahr 1646 auf. Das Wort „hart“ stammt aus dem althochdeutschen und bedeutet „Wald“. Der Ort liegt an einer Erhebung mit dem Namen „Heilige Harth“, der Ortsname geht auf diese Flurbezeichnung zurück. Damals gab es in Harth zwei Freigüter, diese hatten im Bedarfsfall zwei bzw. ein Pferde zu stellen und mussten jeweils einen Fuder Hafer abliefern.
Bis 1806 gehörte Harth zum Amt Blankenberg und somit zur Grafschaft bzw. zum Herzogtum Berg. Danach wurde der Ort unter napoleonische Verwaltung gestellt. Das Kirchspiel Ruppichteroth, zu dem auch das Dorf Harth zählte, wurde unter Verwaltung durch das Kanton Eitorf gestellt. 1809 hatte Harth 60 katholische und 26 lutherische Einwohner. Nach den Beschlüssen vom Wiener Kongress fiel das gesamte Rheinland an das Königreich Preußen. Seitdem gehörte Harth zur Bürgermeisterei Ruppichteroth im Kreis Uckerath des Regierungsbezirks Köln in der Provinz Jülich-Kleve-Berg. Der Kreis Uckerath wurde bereits 1820 wieder aufgelöst, Harth gehörte fortan zum Kreis Siegburg.
Die Provinz Jülich-Kleve-Berg fusionierte 1822 mit der Provinz Großherzogtum Niederrhein, wobei die Rheinprovinz neu entstand. 1825 wurde der Kreis Siegburg in Siegkreis umbenannt. Bei der Volkszählung vom 1. Dezember 1871 bestand der Weiler Harth aus 24 Wohngebäuden und hatte 104 Einwohner. 1901 hatte das Dorf 93 Einwohner. Die Haushalte waren Ackerin Wwe. Peter Blum, Ackerer Philipp Gassen, Ackerer Heinrich Hermann, Zimmerer H. W. Heimann, Ackerin Wwe. Franz Josef Heismann, Maurer Joh. Heismann, Ackerer Wilhelm Löbach, Bäcker Wilhelm Manz, Ackerin Wwe. Wilhelm Müller, Schuster Josef Ottersbach, Näherin Augusta Rödder, Ackerer Heinrich Rödder, Ackerer Wilhelm Schiefen, Ackerer Wilhelm Schmitz sen., Ackerer Wwe. Heinrich Söhn und Hebamme Wwe. Josef Söntgerath. 1927 änderte die Bürgermeisterei Ruppichteroth ihren Namen zu Amt Ruppichteroth.
Nach dem Ende des Zweiten Weltkrieges wurde das Gebiet um Harth Teil der Britischen Besatzungszone, aus deren Teil der Rheinprovinz 1946 das Bundesland Nordrhein-Westfalen gebildet wurde. Für das Jahr 1960 sind in Harth 38 Haushalte verzeichnet. Am 1. August 1969 wurde das Amt Ruppichteroth durch die Fusion der angehörigen Gemeinden Ruppichteroth und Winterscheid aufgelöst. Seitdem liegt der Ortsteil Harth im Rhein-Sieg-Kreis.

## Sehenswürdigkeiten
Im Ort ist eine restaurierte historische „Lambach-Pumpe“ ausgestellt. Durch eine solche Pumpe konnten die Dorfbewohner ab 1909 ihr Trinkwasser aus dem Tal in den höhergelegenen Ort pumpen. Vorher musste das Wasser aus einem Brunnen geholt werden.